# Lezhë
Lezhë (en italien Alessio) est une municipalité dans le nord-ouest de l'Albanie. Elle est le chef-lieu de la préfecture et du district du même nom. Lezhë est également le siège d'un diocèse catholique dont la cathédrale est dédiée à Saint-Nicolas.

## Étymologie
Le nom grec de la ville était Lissos (Λισσός), comptoir et colonie corinthienne. Les Romains ont conquis l'Illyrie, et le nom grec a été traduit en latin Lissus. La ville s'appelle Lezhë en albanais. Dans le guègue local, les formes Leshë et Lesh sont communes. La ville a été appelée Alessio par les Vénitiens.

## Géographie
Lezhë est située à environ 50 kilomètres au nord de la capitale Tirana et sur les rives d'un petit côté de la rivière de la Drin.
Lezhë se compose des entités suivantes : Balldre, Blinisht, Dajç, Gajush, Gjadër, Gocaj, Kakarriq, Kallmet, Kolsh, Manati, Merqi, Rraboshtë, Rrilë, San Giovanni di Medua, Sheher, Shënkoll, Troshan, Ungrej et Zejmen.

## Climat
Lezhë a un climat tempéré essentiellement de type méditerranéen. Le district de Lezhë est caractérisé par des étés chauds et secs, suivis d'hivers humides. La température annuelle moyenne pour le district est de 15 °C, la température moyenne de janvier est 7 °C, alors que la moyenne pour le 24 juillet est de 25 °C. La température maximale jamais enregistrée à Lezha a été de 39 °C le 18 juillet 1973 et la température minimale a atteint un record de 10 °C le 24/01/1963. La moyenne des précipitations est de 1 700 mm par an.

## Histoire
La ville a été fondée par Denys de Syracuse en 385 av. J.-C. Aux environs de 335-330 av. J.-C. fut terminée la construction de la forteresse, ce qui fit de Lezhë une des villes les plus protégées de l'Illyrie. Entre 213 et 197 av. J.-C., Lezhë est attaquée par Philippe V de Macédoine. Au IIe siècle av. J.-C., elle est devenue la résidence du roi Gentius. De -229 à -213 Lezhë frappe sa monnaie avec le nom « Lisitan ».
Le 2 mars 1444,  Gjergj Kastriot Skanderbeg, héros national albanais, organise à Lezhë (Alessio) la première réunion de toutes les principautés albanaises qui se sont réunis dans la Ligue de Lezhë. Le 17 janvier 1468 y meurt George Castriota, qui était présent pour la deuxième réunion des principautés albanaises, unis dans la guerre contre l'Empire ottoman. Il est enterré dans l'église Saint-Nicolas, où se trouve aujourd'hui son mémorial.
En 1606 est né dans un village près d'Alessio Frang Bardhi, auteur du premier dictionnaire latin-albanais. Au cours des siècles, Alessio a été connue sous différents noms : Lis, Lissus, Lisos, Alessio, Lesh, Lezhë.

## Patrimoine
- Le principal monument de la ville est la tombe de Skanderbeg.

## Trafic
La ville de Lezhë est traversée par la National SH Road 1. L'autoroute qui rejoint Shkodër a été achevée en 2005.

## Diocèse
Le diocèse de Lezhë (latin: Dioecesis Alexiensis) est un diocèse suffragant de l'Église catholique de l'archidiocèse de Shkodër-Pult. Il est actuellement dirigé par l'évêque Ottavio Vitale RCJ. Le diocèse comprend la ville de Lezhë, où se trouve la cathédrale Saint-Nicolas. Le territoire est divisé en 13 paroisses.

## Personnalités liées
- Anton Luli (1910-1998) : prêtre jésuite albanais y est né

## Sport
L'équipe de football locale est  KS Beselidhja Lezha  était en 2007 dans la première division, mais elle est maintenant dans la deuxième division.

## Sources
- Dezobry et Bachelet, Dictionnaire de biographie, t. 1, Ch. Delagrave, 1876, p.47